# The Comebacks
The Comebacks ist eine US-amerikanische Sportfilm-Parodie aus dem Jahr 2007.

## Handlung
Coach Lambeau Fields (David Koechner) ist der schlechteste Trainer der Sportgeschichte. Nach einer Vielzahl desaströser Ereignisse auf den Sportplätzen dieser Welt, beschließt er aufzuhören, und sich eine andere Arbeit zu suchen. Doch sein Kollege Freddie Wiseman (Carl Weathers), überredet ihn, nach Texas zu kommen und an einer Highschool wieder Footballtrainer zu werden. Fields übernimmt das Team der "Comebacks", entlässt erst einmal aufgrund mangelnder Fachkenntnisse die drei besten Spieler und muss dann feststellen, dass die restliche Mannschaft größtenteils aus völlig unfähigen Versagern besteht, und ihr zudem ein Quarterback fehlt. Nach einiger Zeit verlässt seine Frau (Melora Hardin) ihn, weil er keine Zeit mehr für seine Familie aufbringt, seine rebellische Tochter bandelt zudem nacheinander mit zwei verschiedenen Spielern des Teams an. Der Wendepunkt kommt, als es dem Coach gelingt, mit unkonventionellen Methoden (Alkohol, Drogen, ein Vertrag über die Vernachlässigung der schulischen Leistungen, Disco in der Umkleidekabine) den Teamgeist zu stärken. Die "Comebacks" schaffen eine beispiellose Siegesserie, die sie schließlich ins Finale führt. Dort treffen sie auf ein von Freddie Wiseman trainiertes Elite-Team. Wiseman enthüllt Fields zudem, dass er ihn absichtlich zum Coach machen wollte, um so das Team aus Texas zu schwächen, welches ansonsten eine möglicherweise zu starke Konkurrenz dargestellt hätte. In einem spektakulären und äußerst knappen Finale gelingt es den "Comebacks" aber den Sieg davonzutragen.

## Hintergrund
Zu den parodierten Filmen zählen Kick It Like Beckham, Blue Crush, Voll auf die Nüsse, Feld der Träume, Unbesiegbar – Der Traum seines Lebens, Stirb langsam, An jedem verdammten Sonntag, Coach Carter, Sie nennen ihn Radio, Cool Runnings und Gegen jede Regel.

## Kritiken
„Eine als persiflierender Rundumschlag auf Sportfilme aller Art angelegte, freilich weitgehend humorfreie und sogar niveauarme Komödie, die die Genrekonventionen lediglich schematisch bedient statt sie gewitzt zu revidieren.“

„Im Gegensatz zum Fußball, bei dem die Devise, den Ball flach zu halten, manchmal effektiv sein kann, funktioniert dies bei dieser Parodie in Bezug auf Gags überhaupt nicht. Denn hier sind sie derart flach, dass sie nicht einmal ein Schmunzeln hervorrufen.“

## Veröffentlichung
Der Film startete am 19. Oktober 2007 in den US-Kinos und konnte über 13 Mio. US-Dollar einspielen. Nachdem er in Deutschland am 5. Juni 2008 in die Kinos kam, ist er seit dem 5. Dezember 2008 auf DVD erhältlich.